# عمر الجزيري
عمر الجزيري (مواليد 20 يناير 1985) هو خماسي مصري حديث . لديه أيضا إخوة من الخماسيين ، وهما عماد وعمرو . شارك هو و عمرو في دورة الألعاب الأولمبية الصيفية لعام 2016 في ريو دي جانيرو ، في منافسات الرجال .

## روابط خارجية
- عمر الجزيري على موقع الاتحاد الدولي للخماسي الحديث (الإنجليزية)
- عمر الجزيري على موقع اللجنة الأولمبية الدولية (الإنجليزية)
- عمر الجزيري على موقع أوليمبيديا (الإنجليزية)